# IJslands alpensneeuwhoen
Het IJslands alpensneeuwhoen (Lagopus muta islandorum) is een ondersoort van het alpensneeuwhoen (Lagopus muta) dat op IJsland voorkomt. De ondersoort werd ontdekt door Friedrich Faber tijdens zijn expeditie op IJsland tussen 1819 en 1821. Het IJslandse alpensneeuwhoen werd vervolgens in Prodromus der isländischen Ornithologie (1822) geldig gepubliceerd.

## Aantallen
Het IJslandse alpensneeuwhoen is de enige hoendersoort van IJsland. Het aantal broedparen werd in 2002 geschat tussen de 50.000 en 200.000 broedparen. De aantallen variëren echter sterk van jaar tot jaar en vertonen elke 10 jaar een piek. In de omgeving van Mývatn varieert de dichtheid jaarlijks tussen de 1,7 en 7,4 individuen per km².

## Gedrag en leefomgeving
De hanen verspreiden zich vanaf april en bezetten dan nieuwe territoria. Hoogvenen, laag berkenstruikgewas en moerasachtige terreinen vormen de meest belangrijke broedbiotopen. Na het broedseizoen trekken ze naar de berggebieden waar al sneeuw is gevallen. Ze volgen vervolgens de sneeuwlijn die steeds verder de dalen inzakt.

## Natuurlijke vijanden
Tot de natuurlijke vijanden behoort de giervalk (Falco rusticolus), die op hen is aangewezen tijdens de winter en vroege lente.

## Galerij

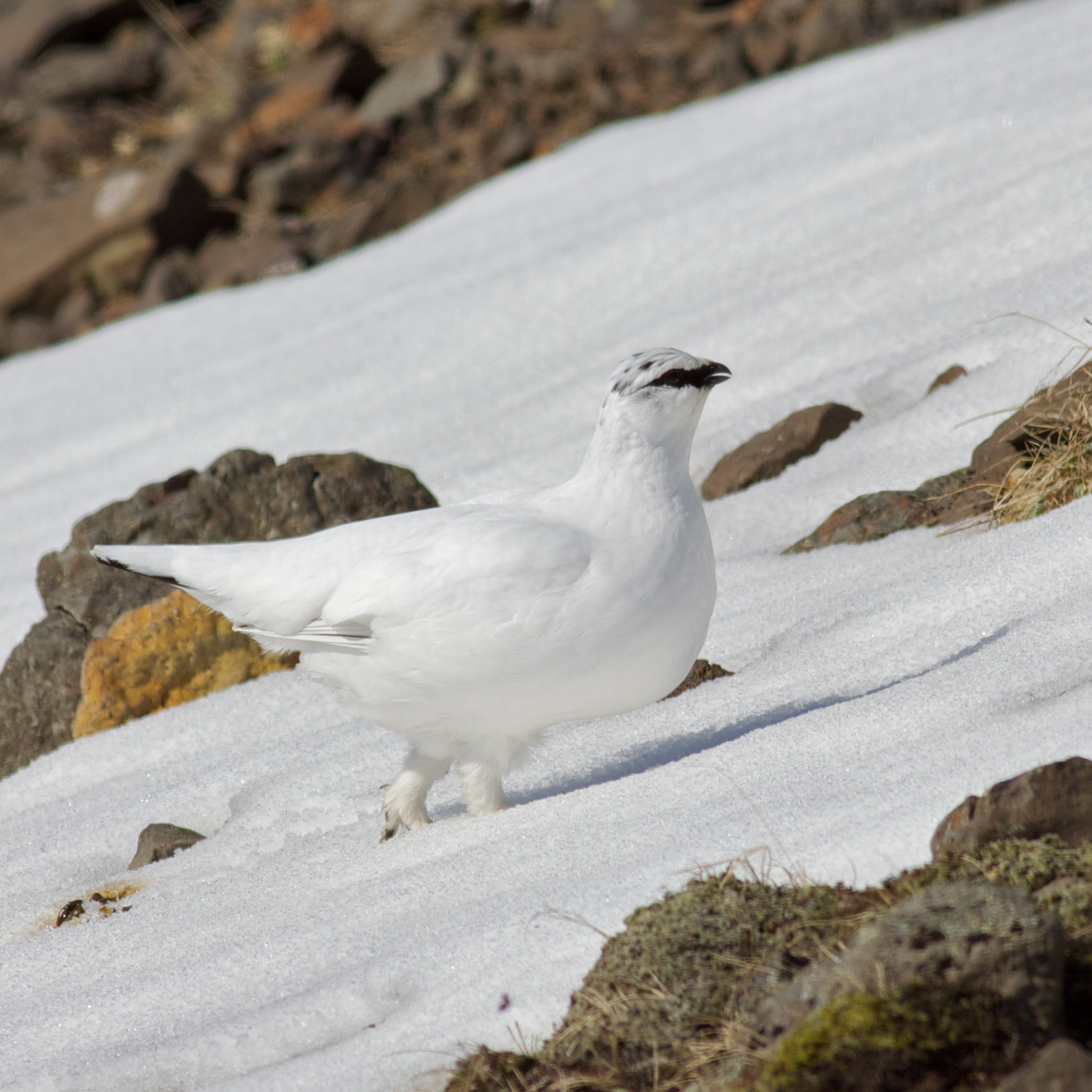
Mannetje in winterkleed op het schiereiland Snæfellsnes.
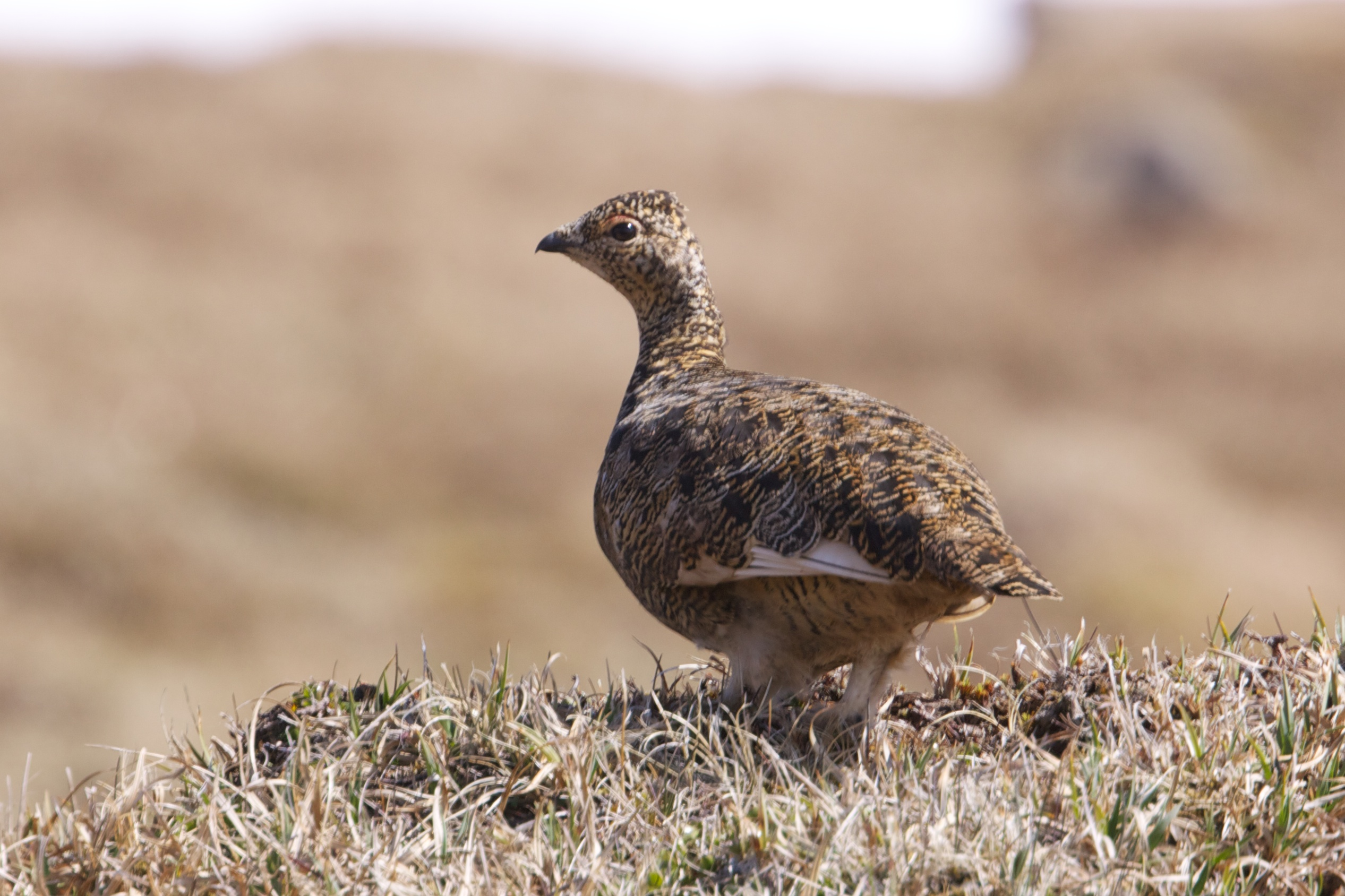
Vrouwtje in zomerkleed op het schiereiland Snæfellsnes.
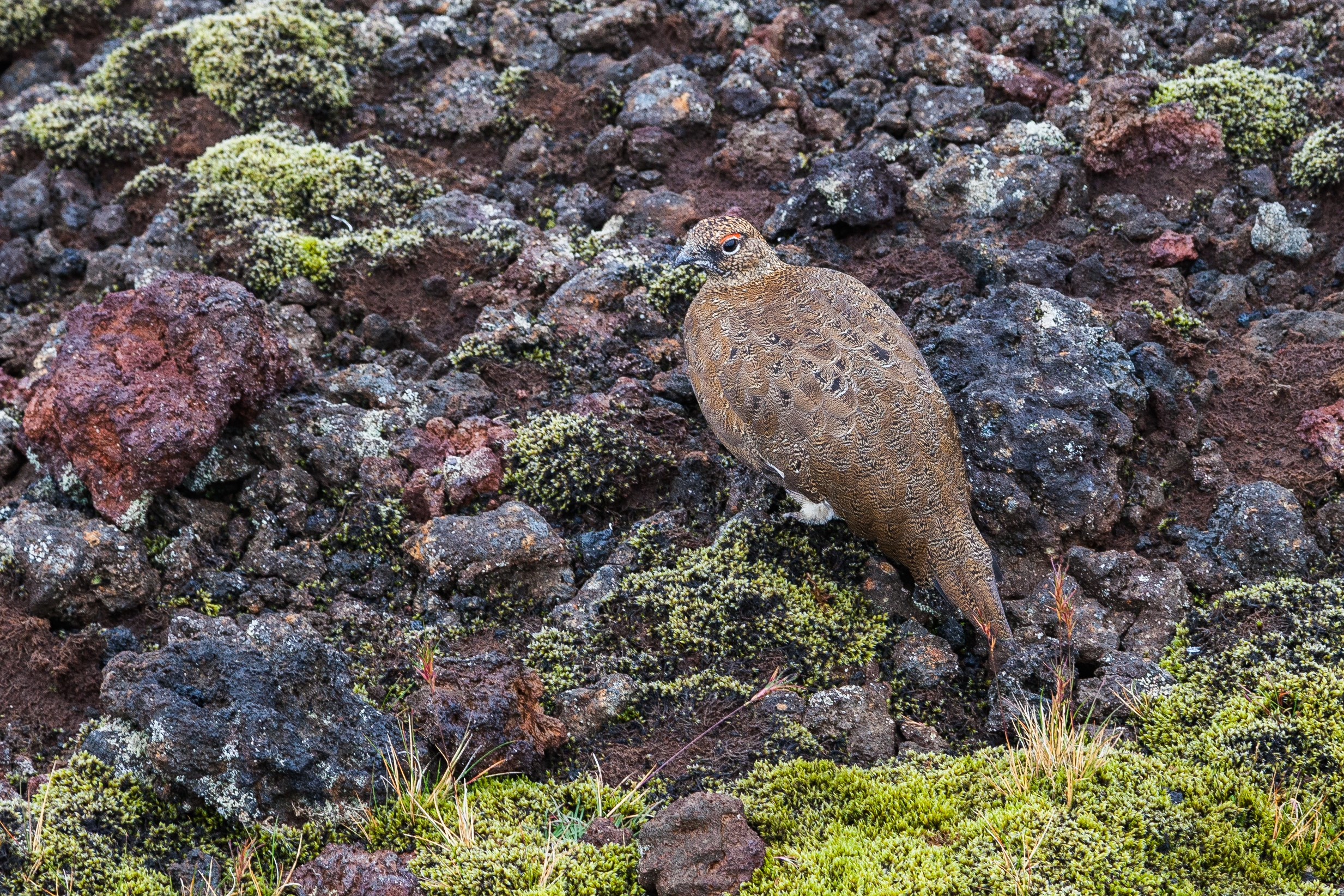
Vrouwtje in zomerkleed in de buurt van Grábrók.